# Островные игры 2019
XVIII Островные игры 2019 (2019 NatWest Island Games) прошли в Гибралтаре с 6 по 12 июля 2017 г. В соревнованиях приняло участие около 2000 делегатов из 22 команд в 14 видах спорта. Гибралтар во второй раз принимает Островные игры после Игр 1995 года. Впервые в истории игр футбол не был включён в программу соревнований. Вместо него в Англси был проведён 2019 Inter Games Football Tournament.
Первое место завоевали спортсмены из Джерси (33 золотых, 31 серебряных и 29 бронзовых медали). На втором оказались спортсмены из Острова Мэн (29-22-17). На третьем — Фарерские острова (22-11-27).

## Участники
Список команд-участников Островных игр..
- Аландские острова
- Олдерни
- Бермуды
- Каймановы острова
- Фолклендские острова
- Фарерские острова
- Гибралтар (хозяева)
- Готланд
- Гренландия
- Гернси
- Хитра
- Остров Мэн
- Остров Уайт
- Джерси (остров)
- Менорка
- Оркнейские острова
- Сааремаа
- Сарк
- Шетландские острова
- Остров Святой Елены
- Внешние Гебриды
- Англси

### Виды спорта
Ниже представлены виды спорта, в которых приняли участие спортсмены. В скобках указано количество разыгранных комплектов наград.
| - Баскетбол (2) - Бадминтон (6) - Боулинг (9) - Пляжный волейбол (2) - Дзюдо (14) - Лёгкая атлетика (38) |  | - Велоспорт (12) - Шоссейный велоспорт (4) - Time trial (4) - Town centre criterium (4) - Парусный спорт (3) |  | - Настольный теннис (6) - Плавание (45) - Сквош (6) - Стрелковый спорт (39) - Теннис (7) - Триатлон (4) |

## Медальный зачёт[13]
| Место | Страна              | Золото | Серебро | Бронза | Всего |
| ----- | ------------------- | ------ | ------- | ------ | ----- |
| 1     | Джерси              | 33     | 31      | 29     | 93    |
| 2     | Остров Мэн          | 29     | 22      | 17     | 68    |
| 3     | Фарерские острова   | 22     | 11      | 27     | 60    |
| 4     | Гернси              | 19     | 37      | 31     | 87    |
| 5     | Сааремаа            | 16     | 12      | 6      | 34    |
| 6     | Готланд             | 13     | 14      | 16     | 43    |
| 7     | Аландские острова   | 12     | 7       | 16     | 35    |
| 8     | Каймановы острова   | 11     | 10      | 9      | 30    |
| 9     | Остров Уайт         | 11     | 8       | 15     | 34    |
| 10    | Гибралтар           | 8      | 12      | 9      | 29    |
| 11    | Менорка             | 8      | 10      | 13     | 31    |
| 12    | Внешние Гебриды     | 4      | 2       | 2      | 8     |
| 13    | Шетландские острова | 2      | 2       | 4      | 8     |
| 14    | Гренландия          | 2      | 1       | 11     | 14    |
| 15    | Англси              | 2      | 1       | 3      | 6     |
| 16    | Оркнейские острова  | 1      | 3       | 2      | 6     |
| 17    | Бермудские острова  | 0      | 6       | 8      | 14    |
| 18    | Хитра               | 0      | 2       | 1      | 3     |
| 19    | Сарк                | 0      | 1       | 0      | 1     |
| Всего | Всего               | 193    | 192     | 219    | 604   |